# Aly Male
Aly Male est un footballeur sénégalais né le 15 novembre 1970 à Dakar. Il évolue au poste de milieu de terrain. 
Aly Male a joué avec l'équipe du Sénégal et a été le capitaine de l'AS Douanes. 